# Lipa szerokolistna w Głuchołazach
Lipa szerokolistna w Głuchołazach – okaz lipy szerokolistnej (Tilia platyphyllos) rosnący w centralnej części Rynku w Głuchołazach (województwo opolskie). Stanowi pomnik przyrody. Okaz został wpisany do wojewódzkiego rejestru pomników przyrody ożywionej orzeczeniem Prezydium Wojewódzkiej Rady Narodowej z 9 lipca 1957.

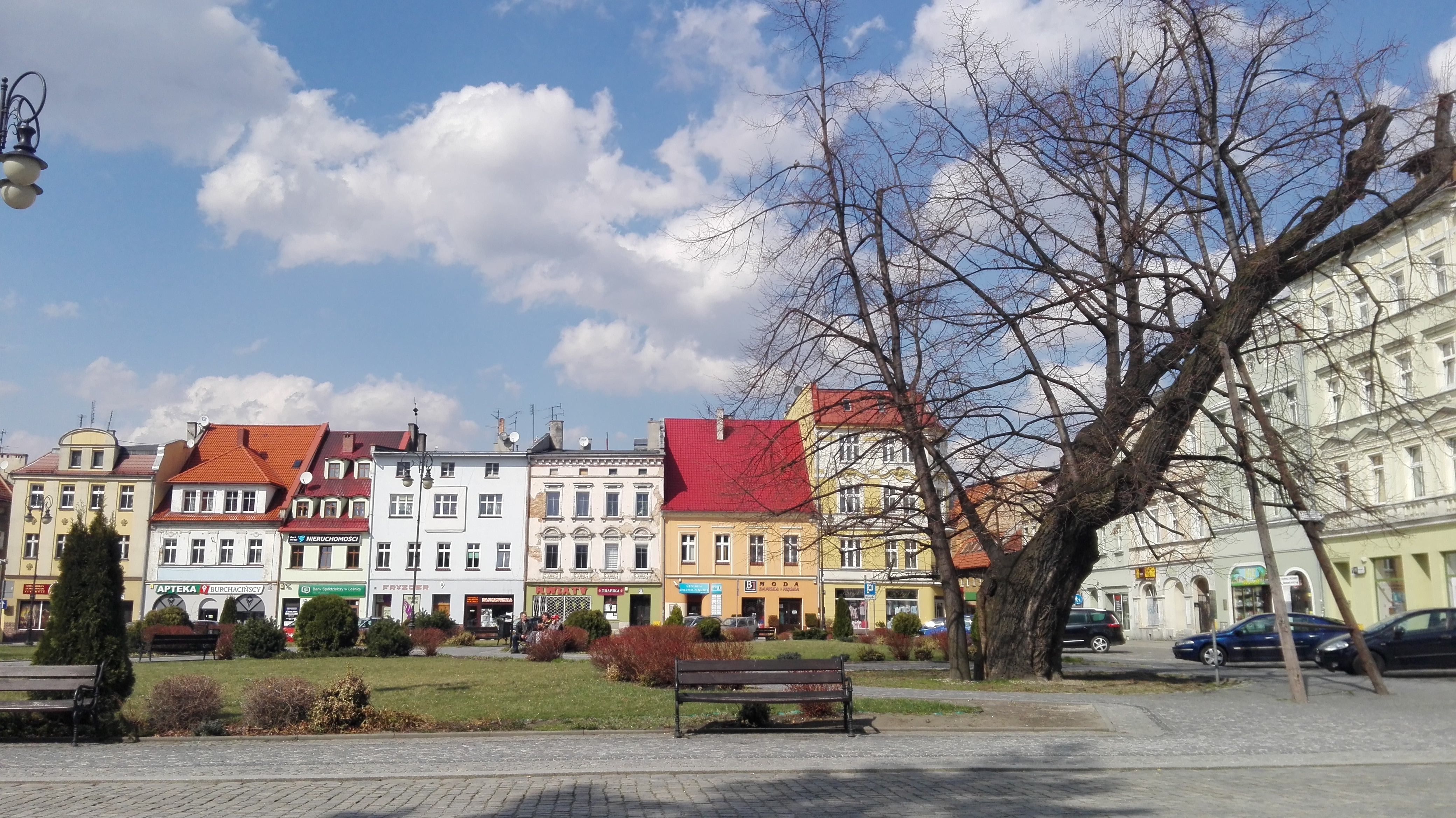
Ocalałe konary

Drzewo stanowi prawdopodobnie jeden z zachowanych do czasów obecnych egzemplarzy Drzew Pokoju, które sadzono po zakończeniu wojny trzydziestoletniej (1648). Przeprowadzone badania dendrologiczne pozwalają w dużym stopniu potwierdzić tę teorię. Wśród mieszkańców Głuchołaz znana jest też legenda, że lipę zasadzono w 1683, czego dokonać miały powracające spod Wiednia po pobiciu wojsk tureckich oddziały księcia Hieronima Lubomirskiego (datowanie nie potwierdza takiego wieku drzewa).
W drugiej połowie XX wieku lipa miała obwód pnia wynoszący 615 cm i wysokość 23 metrów. W październiku 1992 zawaliła się pod własnym ciężarem. Przy życiu pozostały fragmenty pnia i kilka konarów, które oczyszczono z próchnicy i zabezpieczono, częściowo podpierając drzewo drewnianym stelażem. Dodatkowo dosadzono do wnętrza nowy egzemplarz, który rozrastając się ma przejąć rolę starego drzewa, stanowiącego jeden z symboli miasta.
Na Rynku rośnie też druga lipa, posadzona w 1996 z okazji nawiązania partnerstwa ze związkiem gmin Nieder-Olm  (Niemcy). W niemieckiej miejscowości Goslar rośnie natomiast lipa zasadzona przez wysiedlonych z Głuchołaz Niemców.